# Lindsay Davenport
Lindsay Ann Davenport Leach (sinh ngày 8 tháng 6 năm 1976) là một cựu vận động viên quần vợt chuyên nghiệp người Mỹ. Cô được xếp hạng số 1 thế giới trong tám dịp khác nhau, tổng cộng 98 tuần. Davenport là một trong năm tay vợt nữ đã là số 1 thế giới cuối năm ít nhất bốn lần (1998, 2001, 2004 và 2005) kể từ năm 1975; những người khác là Chris Evert, Steffi Graf, Martina Navratilova và Serena Williams. Cô cũng đã đạt được thứ hạng số 1 thế giới đôi nữ.
Được chú ý nhờ những cú đánh chạm đất mạnh mẽ và đáng tin cậy, Davenport đã giành được tổng cộng 55 danh hiệu đơn nữ giải WTA Tour, bao gồm ba danh hiệu Grand Slam (một danh hiệu tại mỗi giải Úc mở rộng, Giải vô địch Wimbledon và Giải Mỹ mở rộng), huy chương vàng tại Thế vận hội Mùa hè 1996 và Giải vô địch WTA. Cô cũng giành được 38 vô địch đôi nữ WTA Tour, trong đó có ba danh hiệu Grand Slam (giải Pháp mở rộng cùng Mary Joe Fernández, Wimbledon cùng Corina Morariu, và Mỹ mở rộng cùng Jana Novotna), và ba giải vô địch WTA (cùng với Fernández, Novotna, và Natasha Zvereva).
Cô đã tích lũy được tổng tiền thưởng trong nghề nghiệp là  22,166,338 đô la Mỹ; hiện đứng thứ tám trong bảng xếp hạng mọi thời đại của các tay vợt nữ và trước đó là đầu tiên, trước khi bị Serena Williams vượt qua vào tháng 1 năm 2009.
Davenport được Robert Van't Hof huấn luyện trong phần lớn sự nghiệp. Năm 2005, Tạp chí TENNIS xếp cô là tay vợt vĩ đại thứ 29 (nam hoặc nữ) trong 40 năm trước đó. Davenport được giới thiệu vào Đại sảnh Danh vọng Quần vợt Quốc tế năm 2014.